# Andreas Wittwer
Andreas Wittwer (* 5. Oktober 1990) ist ein Schweizer Fussballspieler. Er ist seit Juli 2021 vereinslos.

## Karriere
In seiner frühen Jugend spielte Andreas Wittwer, ein ausgebildeter Verteidiger, während acht Jahren für die BSC Young Boys, zuletzt für deren U18. Im September 2007 wechselte er zum FC Thun, bei dem er während eines Jahres ausschliesslich in der U21 eingesetzt wurde, bevor man ihn im Sommer 2008 erstmals für die erste Mannschaft aufstellte, die in diesem Jahr in die Challenge League abgestiegen war. In seinem ersten Jahr als Profi bestritt er zehn Partien für das Fanionteam der Berner Oberländer, wobei er anfänglich nur als Ersatzspieler auftrat. In der darauffolgenden Saison 2009/10 kam er schliesslich auf 21 Einsätze, während denen er zwei Tore schoss, die er jeweils nach einer Einwechslung in der zweiten Halbzeit erzielte. Der FC Thun wurde in dieser Saison Challenge-League-Meister und stieg in die Axpo Super League auf. Bereits im März 2010 kommunizierte der FC Thun, dass der Vertrag mit Andreas Wittwer vorzeitig um zwei Jahre bis zum 30. Juni 2013 verlängert wurde. Am 22. April 2013 gab der FC Thun bekannt, dass der Vertrag mit Andreas Wittwer bis im Sommer 2015 verlängert wurde.
Zu Beginn der Spielzeit 2010/11 wurde klar, dass der 20-jährige Wittwer bei Trainer Murat Yakin zunächst weiterhin die Jokerrolle innehaben würde. Der Abwehrspieler wurde regelmässig zu spätem Spielstand gegen Offensivkräfte eingewechselt und behauptete sich jeweils – wie sporadisch schon in der Saison zuvor – auf variierenden Positionen. Er kam nicht nur als Aussenverteidiger zum Zug, sondern auch im äusseren Mittelfeld und als (linke) hängende Spitze – eine Position, die er auch schon in der Startformation bekleidete.
Da die Thun U21 in der Spielzeit 2009/10 aus der 2. Liga interregional in die 1. Liga (dritthöchste Spielklasse) aufgestiegen war, nahmen in der aktuellen Saison auch die Anforderungen ans Nachwuchsteam zu. Andreas Wittwer wurde ab der vierten Runde von Nachwuchstrainer Rüdiger Böhm hin und wieder zur Verstärkung in die U21 zurückgeholt, wo er jeweils 90 Minuten durchspielte. In der Vorrunde bestritt Wittwer somit neben seinen elf Partien für die erste Mannschaft auch acht Spiele für die zweite Mannschaft (für letztere schoss er fünf Tore). Auch dort beschränkten sich seine Einsätze nicht nur auf die Rolle des Abwehrspielers. Am 14. November 2010 gelang dem Verteidiger etwas, das selbst für Stürmer keine Selbstverständlichkeit ist. Beim Spiel der FC Thun U21 gegen den SV Muttenz erzielte er einen Hattrick. Ausserdem gingen beim 5:3-Sieg der Thuner auch die Assists für die beiden ersten Tore auf sein Konto.
Einen Monat bevor der Transfer des einstigen Thuner Topscorers Ezequiel Oscar Scarione zum FC St. Gallen publik wurde, äusserte sich Trainer Murat Yakin auf die Frage, ob man bereits auf Stürmersuche sei dahingehend, dass er in den Mittelfeldspielern Stephan Andrist und Mirson Volina, sowie dem nominellen Verteidiger Andreas Wittwer valable Alternativen für Scarione sehe. Seit dem Weggang Scariones erhält Wittwer nun tatsächlich mehr Spielzeit in der ersten Mannschaft.
Am 3. August 2016 wechselte Wittwer zum Ostschweizer Verein FC St. Gallen.

## Nationalmannschaft
Andreas Wittwer wurde 2010 erstmals ins Kader einer Nationalmannschaft aufgenommen. Als Mitglied der Schweiz U-20 bestritt der Abwehrspieler bisher zwei Länderspiele gegen Deutschland und Italien. Doch auch in der Nationalmannschaft kam er nicht als Verteidiger zum Einsatz, sondern in beiden Begegnungen als hängende Spitze.